# ایگلتاون (اکلاهما)
ایگلتاون(به انگلیسی: Eagletown) شهری در ایالت اکلاهما کشور ایالات متحده آمریکا است که جمعیت آن در سرشماری سال ۲۰۱۰ میلادی، ۵۲۸ نفر بوده‌است.